# Hornsåsens gravfält

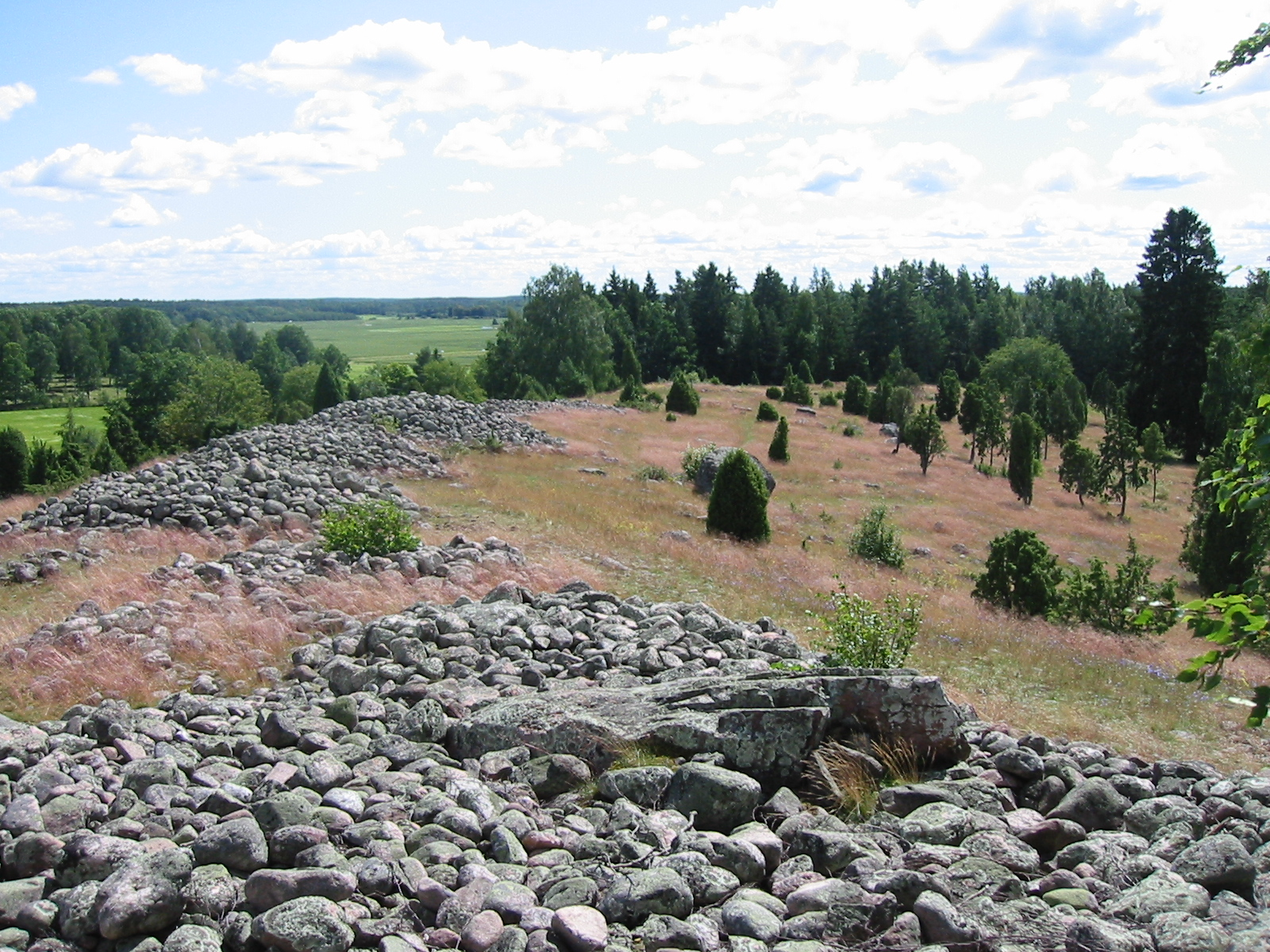
Gravrösen på Hornsåsen

Hornsåsens gravfält ligger i Horn i Rytterne socken i Västerås kommun ett par km söder om Borgåsund.
På Hornsåsens krön ligger Västmanlands största gravfält med cirka 200 gravar. Gravfältet användes från bronsåldern till den sena järnåldern och består av sju gravrösen, två gravhögar, 190 stensättningar i olika former (bland annat 2 skeppsformiga och en treudd), en rest sten och en stensträng. Bland rösena är ett rektangulärt och det största 2,3 meter högt och 14 meter i diameter. 
Hornsåsen är en del av Strömsholmsåsen. 